# Ice Bucket Challenge

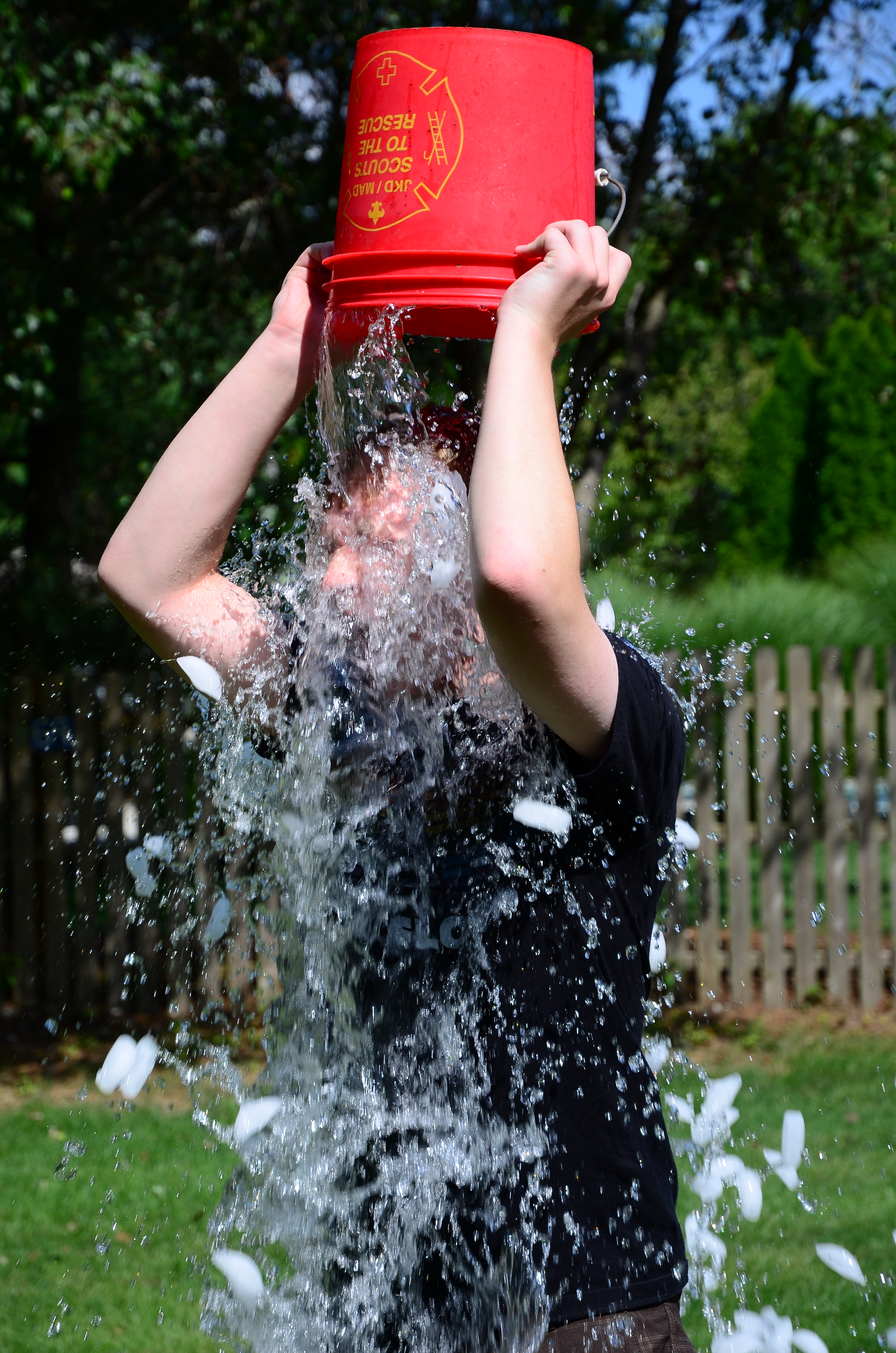
Person som genomför Ice Bucket Challenge.

Ice Bucket Challenge, även kallad ALS Ice Bucket Challenge, var en kampanj och en viral aktivitet som tog fart 2014. Det gick ut på att filma medan man hällde, eller lät någon annan hälla, en hink med isvatten över huvudet. Detta för att skapa uppmärksamhet för sjukdomen Amyotrofisk lateralskleros (ALS).

## Bakgrund
Att utmana varandra att hälla iskallt vatten över sig blev en viral aktivitet redan i mitten av 2013. Det var emellertid först 2014, när golfaren Chris Kennedy utmanade sin kusin Jeanette Senerchia, som Ice Bucket Challenge utvecklades till en kampanj för ALS-forskning eftersom kusinens make har sjukdomen. Utmaningen började spridas i deras bekantskapskrets och när en student i Boston med ALS, Pete Frates, såg detta twittrade han ut kampanjen och han anses idag vara dess grundare.
I utmaningen ingick att alla som blivit utmanade hade 24 timmar på sig att utföra uppdraget. De fick sedan utmana minst tre personer i sociala medier så att alla kunde se vilka som blivit utmanade. De som inte utförde ishinksutmaningen fick istället donera pengar till forskning kring ALS. Kampanjens framgång anses ha varit en kombination av grupptryck, narcissism och tävlingsinslag. På Youtube finns det över 2,4 miljoner videor med utmaningen.
Ice Bucket Challenge spreds i snabb takt på nätet och blev populärt bland såväl allmänhet som kända personer. Bland de namnkunniga personer som deltog fanns George W. Bush och Justin Bieber. ALS-föreningar runtom i världen tog i samband med kampanjen emot över 100 miljoner amerikanska dollar i donationer.
Pete Frates avled den 9 december 2019. Kampanjen "Ice bucket challenge" har dragit in 2,1 miljarder kronor till forskning om ALS.